# دوري جيبوتي الممتاز 2017–18
دوري جيبوتي الممتاز 2017–18 هو موسم من دوري جيبوتي الممتاز. أشرف على تنظيمه اتحاد جيبوتي لكرة القدم، وكان عدد الأندية المشاركة فيه 10، وفاز فيه نادي جيبوتي تيليكوم.